# Catriona Gray
Catriona Elisa Magnayon Gray (Cairns, Queensland, Austràlia, 6 de gener de 1994) és una model i reina de bellesa filipina d'origen australià, guanyadora de Miss Univers 2018. El 2016, Gray va participar en Miss Món, on va obtenir el lloc de Tercera Finalista.

## Biografia
Gray va néixer a Cairns, Queensland d'un pare australià nascut a Escòcia, Ian Gray, de Fraserburgh, i d'una mare filipina, Normita Ragas Magnayon, de Oas, Albay.
De nena, Gray va passar la major part del seu temps participant en diverses activitats extracurriculares com a arts, drama, karate, ball i cant. Ella era una antiga estudiant de Trinity Anglican School en Cairns i, més tard, va obtenir el seu Certificat de Mestratge en Music Theory de Berklee College of Music a Boston, Massachusetts.
També va obtenir un Certificat en Recreació a l'aire lliure i un cinturó negre en Arts Marcials de Taekwondo. A més, Gray va ser la cantant principal de la banda de jazz de la seva escola, i va protagonitzar les produccions locals de Miss Saigon.
Després d'acabar l'escola secundària a Austràlia, va anar a viure a Manila, Filipines, on va treballar com a model comercial. Gray porta el nom de la seva àvia paterna, Catherine Gray, una immigrant d'Austràlia Occidental provinent d'Escòcia en 1952.

## Miss Món 2016
Gray va representar a les Filipines en Miss Món 2016, que va ser realitzat el 18 de desembre del 2016 a Maryland, Estats Units, on va quedar com a Tercera Finalista. La guanyadora del certamen va ser Stephanie De la Vall de Puerto Rico.

## Miss Univers 2018
Catriona Gray va representar a les Filipines en el Miss Univers 2018 on va quedar coronada oficialment com Miss Univers 2018.